# Sichellauenen
Sichellauenen ist eine Siedlung im Lauterbrunnental im Schweizer Kanton Bern.
Besiedelt wurde der Ort ursprünglich wie auch Gimmelwald, Amerton, Trachsellauenen und Mürren von den Walsern. Heute ist von dem einstigen Dorf noch ein kleiner Weiler zu sehen.

## Geographie

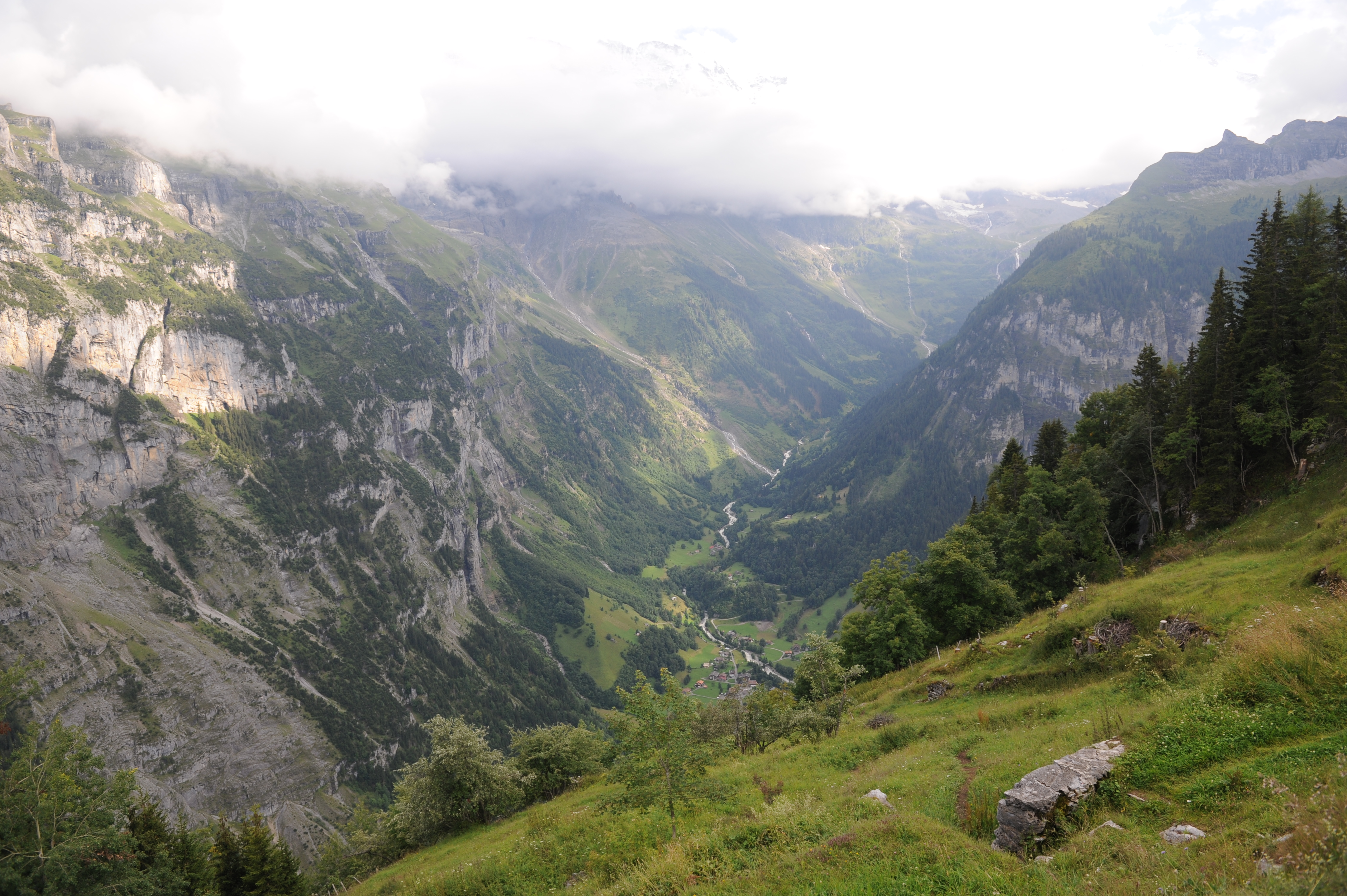
Hinteres Lauterbrunnental mit Sichellauenen in der Bildmitte links des Bachs

Sichellauenen liegt im Talhintergrund des Lauterbrunnentals zwischen Stechelberg und Trachsellauenen auf 1002 m ü. M. Der Weiler ist nur zu Fuss erreichbar.